# Bells Beach

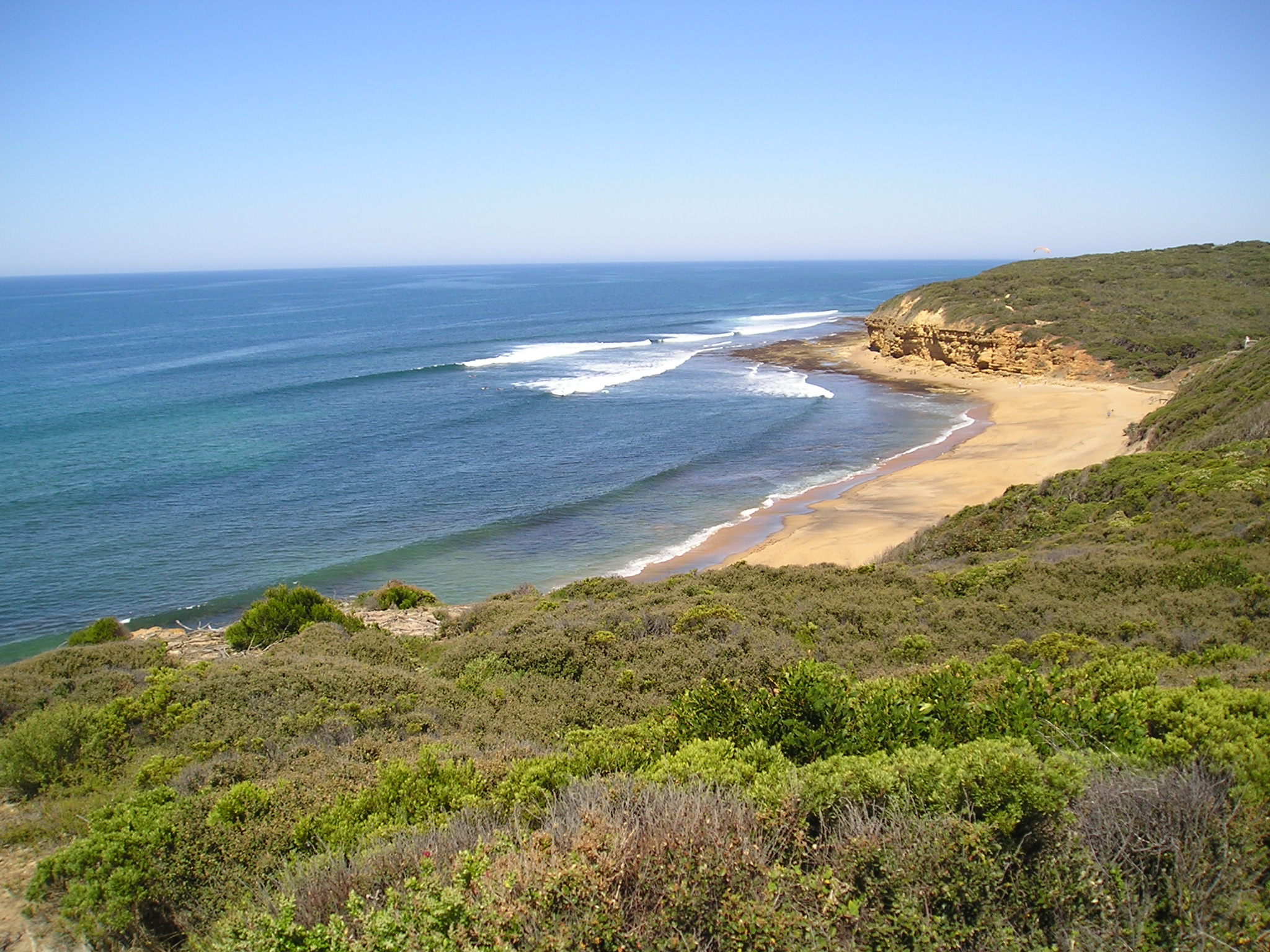
Bells Beach.

Bells Beach est une localité de l'État de Victoria, en Australie. Située à 100 km au sud-ouest de Melbourne, le long de la Great Ocean Road, elle est renommée pour la qualité de son surf. Elle tient son nom de John Cavert Bell, qui fut l'un des premiers colons à y faire de l'élevage dans les années 1840, et est enregistrée au registre du patrimoine de l'État de Victoria sous le numéro H2032.
Chaque année s'y tient le Rip Curl Pro Surf & Music Festival, anciennement connu sous le nom de Bells Beach Surf Classic.

## Surf
Le spot est pratiqué depuis au moins 1939, mais son accès fut facilité en 1960 quand Joe Sweeney, surfeur et lutteur olympique loue un bulldozer pour ouvrir une route d'accès le long de la falaise attenante. Celle-ci fait désormais partie du chemin de randonnée entre Torquay et Anglesea.
Le spot est particulièrement célèbre dans la culture du surf. Les protagonistes de The Endless Summer passent à Bells Beach en 1966, et la scène finale de Point Break est également censée s'y jouer (bien qu'elle fût en fait tournée à Indian Beach, dans le parc d'Ecola, en Oregon). Chaque année à Pâques s'y tient le Rip Curl Pro Surf & Music Festival. Avec une première édition en 1961, il s'agit de l'une des plus anciennes manifestations de surf au monde. Elle est intégrée au circuit mondial en 1981.
En 2021, l'étape du circuit professionnel de la World Surf League (WSL) est annulée, faute d'accord avec les autorités locales afin d'installer une bulle sanitaire, pour faire face à la pandémie de Covid-19.
Les breaks les plus connus du domaine s'appellent Centreside, Bells (Rincon, The Bowl) et Winki Pop (Uppers et Lowers).